# Општина Хорлешти (Јаши)
Хорлешти (рум. Horleşti) општина је у Румунији у округу Јаши.
Oпштина се налази на надморској висини од 83 m.